# Agapetes aborensis
Agapetes aborensis är en ljungväxtart som beskrevs av Herbert Kenneth Airy Shaw.
Agapetes aborensis ingår i släktet Agapetes och familjen ljungväxter. Inga underarter finns listade i Catalogue of Life.